# Hans Scherfig
Hans Scherfig, född 8 april 1905  i Köpenhamn, död 28 januari 1979, var en dansk författare och bildkonstnär. 
Scherfig växte upp i en borgerlig miljö, som yngsta barn i en familj där fadern var en konservativ men tolerant direktör i ett tryckeribolag. Själv tyckte han att han var ett bortskämt barn. Han var ofta med fadern i tryckeriet, och mycket i hans barndom kretsade kring trycksaker. I hemmet läste man ofta högt, till exempel ur böcker av Charles Dickens och Martin Andersen Nexø.
Redan 1913 fick Scherfig en fabel publicerad i "Børnenes Magasin". I skolarbetet var framgångarna väsentligt mindre. Han var ofta sämst i klassen, men lyckades ta studenten 1924 efter att ha gått om en klass. Därefter började Scherfig läsa zoologi vid Köpenhamns universitet. Senare läste han bl.a. även litteraturhistoria och tyska.
Scherfig vistades 1929-30 10 månader i New York, där han bland annat arbetade som diskare och städare. Hans väninna Elisabeth Karlinsky undervisade här på en konstskola. De gifte sig 1931. Vid samma tid drabbades Scherfig av en ögonsjukdom, som så när kostade honom hans syn. Detta var en bidragande orsak till att han ägnade större intresse åt författarskapet.
Redan under studenttiden blev Scherfig påverkad av socialistiska och kommunistiska idéer. 1927 ville han anmäla sig till Danmarks kommunistiska parti (DKP), men avvisades då. Hans egentliga politiska ställningstagande kom under USA-vistelsen. Han blev medlem i DKP 1932, och förblev sedan partiet troget resten av livet. Under den tyska ockupationen internerades han sommaren 1941, tillsammans med bland andra Martin Andersen Nexø och Hans Kirk. 
Scherfig invaldes 1965 i Akademirådet, och fick 1973 Danska Akademiens Stora Pris. Priset skänkte han till de danska kommunisternas tidning Land og Folk. Scherfig är begravd på Assistens Kirkegård i Köpenhamn. Gravstenen är namnlös och väl dold. Den föreställer en sköldpadda, huggen av skulptören Carl Otto Johansen.

## Konstnären
Som konstnär debuterade Scherfig hösten 1927 med oljemålningar i kubistisk stil. Under USA-resan gjorde han karikatyrer för tidskriften "New Masses". Hans senare målningar, tryck och teckningar är svåra att placera i fack. De är ibland satiriska, ibland idylliska, men alltid "enkla" eller "primitivistiska". Ofta finns det djur med - ett favoritdjur är elefanten.

## Författaren
Scherfigs författarskap har sedan 1930 (då dikten "Whopee, Amerika" publicerades i tidskriften "Studenten") avsatt sju romaner, fem reseskildringar, några barnböcker och en omfattande essäistik.
Romanerna grupperar sig kring några huvudteman. "Den forsvundne fuldmægtig" och "Det forsømte forår" kan, i omvänd ordning, läsas som en bildningsroman om uppfostran och anpassning till en plats i det borgerliga samhället,  och samtidigt om förnekande och bortträngande av personernas verkliga vilja och strävan. I "Idealister" tas ockultism, mysticism och andra yttringar av oförnuft upptill behandling. Scherfig betraktade sig som rationalist, och tog hela livet avstånd från flum - från Oxfordrörelsen på 1930-talet till 1960-talets knarkliberaler. "Idealister" fortsätts kronologiskt av "Frydenholm", som tilldrar sig under den tyska ockupationen. Här skildras förfallet i staten, särskilt under kristider. Polisen blir brottslig, nationens försvar hjälper ockupanterna och regeringen företräder främmande makt. "Bothus Occitanus eller Den otteøjede skorpion" skildrar den s.k. Edderkoppaffären och dubbelmordet på Peder Bangs vej, mot bakgrund av det begynnande kalla kriget. 
Scherfigs första och sista romaner, "Den døde mand" och "Den fortabte abe" handlar båda i starkt satirisk form om konstvärlden.
"Den forsvundne fuldmægtig" och "Det forsømte forår" har båda filmats, och särskilt den senare med mycket lyckat resultat. Filmen hade premiär 1993, regissör var Peter Schrøder, och Frits Helmuth gjorde en minnesvärd insats som den avskydde och avdagatagne lektor Blomme.

## Romaner
- Den døde mand (1937)
- Den forsvundne fuldmægtig (1938) (Den försvunne ämbetsmannen, översättning Allan Eriksson, Arbetarkultur, 1945)
- Det forsømte forår (1940) (Minns du den lyckliga tiden?, översättning Lena Bennett, Nyman, 1941). Ny upplaga 1976 med titeln Den lyckliga tiden
- Idealister (1944) (Idealister, översättning Staffan Andræ, Bonnier, 1944) [Först utgiven på svenska, första danska utgåva 1945]
- Bothus Occitanus eller Den otteøjede skorpion (1953) (Skorpionen, översättning Ann-Mari Seeberg, Alba, 1981)
- Frydenholm (1962) (Frydenholm, översättning Nils A. Bengtsson, Alba, 1978)
- Den fortabte abe (1964)

### Övriga svenska översättningar
- Den långa dagen (Den lange dag) (översättning Ann-Mari Seeberg, Alba, 1979)
- Dammen (Dammen) (översättning Eskil Almgren, Alba, 1980)

## Priser och utmärkelser
- Holbergmedaljen 1965
- Danska Akademiens Stora Pris 1973